# Wolfheart
Wolfheart é o álbum de estreia da banda portuguesa Moonspell, lançado a 1 de abril de 1995.

## Recepção
| Críticas profissionais | Críticas profissionais |
| Avaliações da crítica  | Avaliações da crítica  |
| Fonte                  | Avaliação              |
| ---------------------- | ---------------------- |
| AllMusic               | [ 1 ]                  |
| Sputnikmusic           | 2.5/5                  |

Eduardo Rivadavia escreveu para o AllMusic que "Wolfheart foi uma forte plataforma de lançamento, que daria o tom para o acelerado amadurecimento artístico do Moonspell nos próximos anos". Trey, da Sputnikmusic, declarou: "Um dos discos mais divertidos que já ouvi, pena que não era pra ser levado dessa forma."

## Faixas
Todas as letras escritas por Fernando Ribeiro e toda a música feita por Moonspell.
| N.º            | Título                                             | Duração |  |
| 1.             | "Wolfshade (A Werewolf Masquerade)"                | 7:43    |  |
| 2.             | "Love Crimes"                                      | 7:34    |  |
| 3.             | "...of Dream and Drama (Midnight Ride)"            | 3:59    |  |
| 4.             | "Lua d'Inverno" ("Winter Moon") (instrumental)     | 1:48    |  |
| 5.             | "Trebaruna"                                        | 3:30    |  |
| 6.             | "Vampiria"                                         | 5:36    |  |
| 7.             | "An Erotic Alchemy"                                | 8:05    |  |
| 8.             | "Alma Mater"                                       | 5:37    |  |
| 9.             | "Ataegina" (faixa bônus do lançamento em digipack) | 4:01    |  |
| Duração total: | Duração total:                                     | 47:53   |  |

## Artistas
- Fernando Ribeiro - vocais
- Mike - bateria
- Passionis - teclados
- Ares - baixo
- Mantus - guitarra

### Músicos adicionais
- Ricardo Amorim - guitarras, vocais de apoio
- Birgit Zacher - vocais femininos

### Produção
- Nuno Cartaxo - Fotografia
- Christophe Szpajdel - logo (edição original)
- Axel Hermann - arte da capa (edição original)
- Carsten Drescher - layout, projeto